# Nürnberg–Augsburg nagysebességű vasútvonal

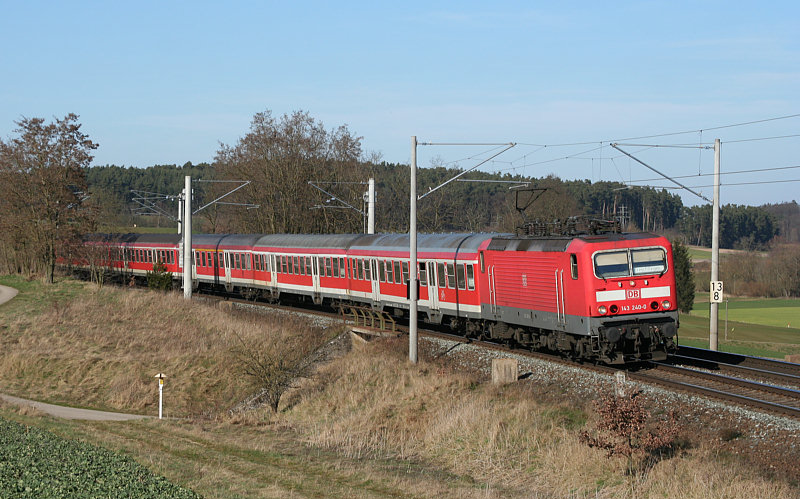
Egy DB 143 sorozatú villamosmozdony regionális vonatával Ellingen közelében

A Nürnberg–Augsburg nagysebességű vasútvonal egy 137,1 km hosszú, 15 kV, 16,7 Hz-cel villamosított, kétvágányú nagysebességű vasútvonal Németországban Nürnberg és Augsburg között. Ez a vonal egyike Németország legrégebbi vonalainak. 1984 október 17-én egy DB 120-as mozdony 250 t tömegű háromkocsis szerelvényével 265 km/h sebességet ért el. 1993-ban pedig egy ICE motorvonat egy teszt során 333 km/h sebességgel haladt. Napjainkban mind távolsági, mind regionális vonatok használják a vonalat.

## Története
Az Augsburg és Nürnberg közötti vasútvonal első tervei nem sokkal az első németországi vasútvonal, a Nürnberg-Fürth-vasútvonal 1835-ös megnyitása után készültek el. Augsburg környéki kereskedők részvénytársaságot alapítottak egy Augsburgból Donauwörthen és Treuchtlingenen keresztül Nürnbergbe vezető vonal építésére és üzemeltetésére. A társaságot 1841-ben feloszlatták, mert úgy vélték, hogy I. Lajos király államvasutat kíván építeni, és mert a társaság úgy döntött, hogy a Donauwörth és Treuchtlingen közötti nehéz földrajzi viszonyok (a frankalföldi Alb) lehetetlenné teszik a vasút gazdaságos megépítését és üzemeltetését.

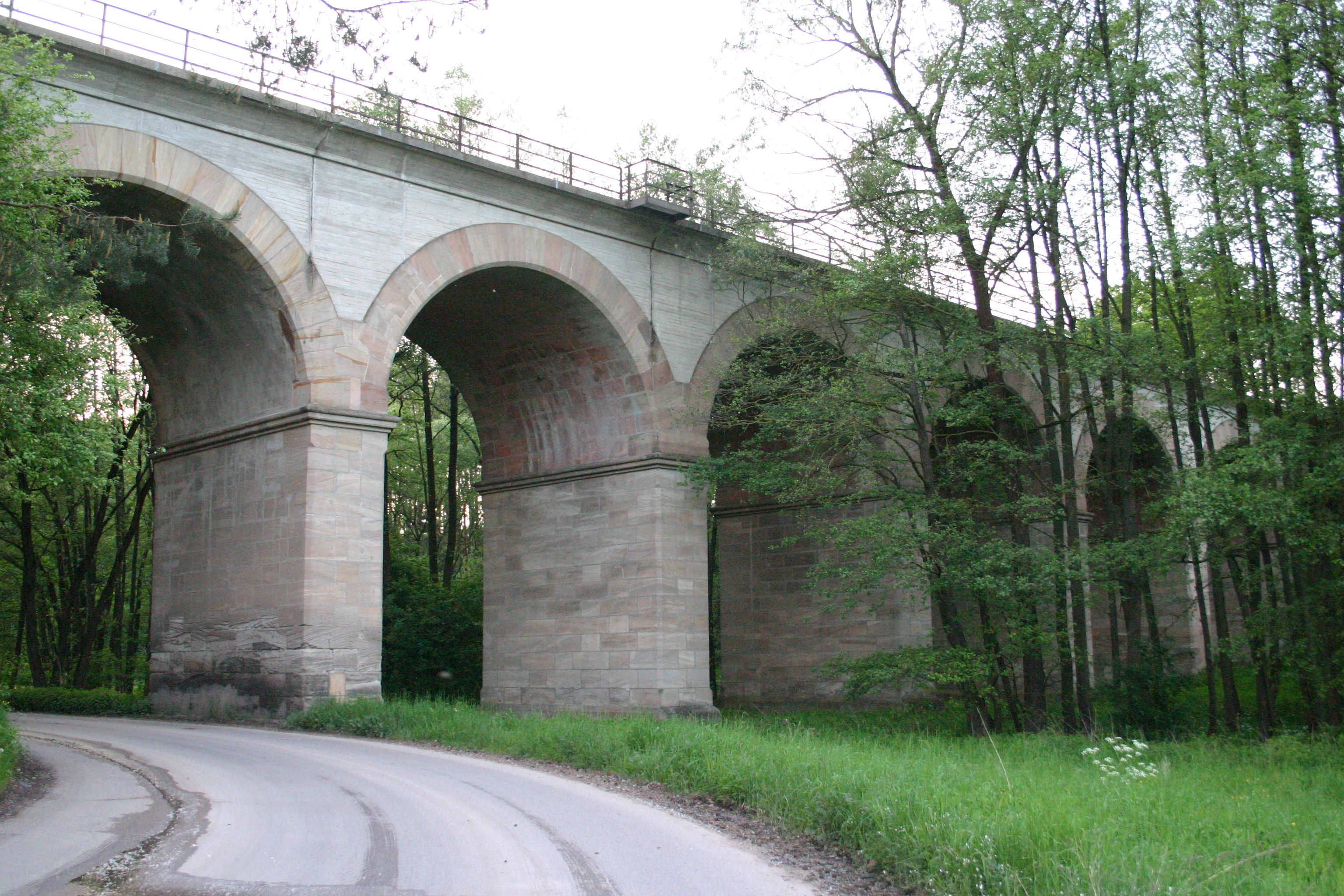
A Brombach-viadukt a maga hét tartójával a vasútvonal megnyitásából származik, és ma már műemlékvédelem alatt áll

A bajor tartományi kormány a frank Alb átkelésének problémáját úgy oldotta meg, hogy a Lajos Dél-Észak vasútvonalat a Nordlinger Ries mélyedésen keresztül vezette. Ezért csak az Augsburg-Donauwörth és a Pleinfeld-Nürnberg szakaszok voltak részei a Dél-Északi Vasútnak, amelyet 1843. augusztus 25-én engedélyezett a bajor parlament. A Treuchtlingen-Pleinfeld szakasz az Ingolstadt-Treuchtlingen vonal építésével összefüggésben épült, és 1869. október 2-án nyitották meg. A Donauwörth és Treuchtlingen közötti szakaszt csak 1906. október 1-jén fejezték be, amikor a korszerűbb gőzmozdonyok gazdaságosabbá tették a dombos vonal üzemeltetését.
1898. október 1-jén nyitották meg a különszintű csomópontot Nürnberg Eibach és Reichelsdorf külvárosai között, amely lehetővé tette a tehervonatok számára, hogy a nürnbergi rendezőpályaudvarra különszintű bejáratot létesítsenek. A vonal villamosítása 1933-ban kezdődött és 1935. május 10-én fejeződött be.
Az Augsburg-Oberhausen és Donauwörth közötti 36,5 km-es szakaszt 1978-ban és 1981-ben két szakaszban felújították, hogy a sebesség elérje a 200 km/h-t. Ez volt az egyik első olyan vonal Németországban, ahol ezt a sebességet engedélyezték.
1994. június 29-én ünnepélyes alapkőletételen kezdték meg a Nürnbergi főpályaudvar és Roth közötti szakasz átépítését az S-Bahn-üzemre, amely 2001. június 9-én fejeződött be.
A vonal nagyrészt 1935-ből származó felsővezetékeit 2004 és 2006 között újították fel.